# The Fugs First Album
| Recensione       | Giudizio |
| ---------------- | -------- |
| Allmusic         | [ 1 ]    |
| Robert Christgau | A-       |
| Piero Scaruffi   | [ 3 ]    |

The Fugs First Album, conosciuto anche come The Village Fugs e pubblicato originariamente dalla Folkways Records nel 1965 con il titolo The Village Fugs Sing Ballads of Contemporary Protest, Point of Views, and General Dissatisfaction, è l'album di debutto del gruppo rock statunitense The Fugs, pubblicato nel 1966 su etichetta ESP-Disk.
Nel 1965, l'album raggiunse la posizione numero 142 nella classifica Billboard 200 negli Stati Uniti. Nel 1993 l'album è stato ristampato in formato CD con l'aggiunta di 11 tracce aggiuntive.

## Descrizione
Quando nel 1963 il poeta e scrittore Ed Sanders aprì una libreria nei pressi dell'abitazione del poeta della Beat Generation Tuli Kupferberg, i due decisero di formare una band, i Fugs, scrivendo insieme circa 50-60 canzoni prima di chiedere a Ken Weaver di unirsi al gruppo. Il trio invitò quindi Steve Weber e Peter Stampfel della band Holy Modal Rounders a esibirsi con loro in occasione dell'inaugurazione della libreria di Sanders. Sanders descrisse l'evento come di grande partecipazione, con William S. Burroughs, George Plimpton e James Michener tra i partecipanti. Harry Everett Smith, produttore della celebre Anthology of American Folk Music, persuase la Folkways Records a pubblicare il primo album dei Fugs. Il disco venne pubblicato nel 1965 con il titolo The Village Fugs Sing Ballads of Contemporary Protest, Point of Views, and General Dissatisfaction (Broadside BR 304; Folkways FW 05304). Dopo un tour nazionale, i Fugs firmarono un contratto con la ESP-Disk, che ristampò l'album nel 1966 (ESP-1018), sia in mono sia in stereo, con alcune leggere variazioni.

### Registrazione
L'album venne interamente registrato in due sessioni in studio. La prima nell'aprile 1965 della durata di 3 ore alla quale parteciparono Sanders, Kupferberg, Weaver, Stampfel e Weber, e dove furono incise 23 canzoni. La seconda il 22 settembre 1965, dove furono registrati altri 9 brani. In quest'ultima sessione, Sanders, Weaver e Kupferberg furono raggiunti da John Anderson (basso), Steve Weber (chitarra) e Vinny Leary (chitarra). A quel punto, Peter Stampfel non faceva già più parte del gruppo.

## Tracce
Sing Ballads of Contemporary Protest, Point of Views, and General Dissatisfaction (1965, Folkways Records, Broadside Records)
1. Slum Goddess – 1:58 (Ken Weaver)
2. Ah, Sunflower, Weary of Time – 2:15 (William Blake, Ed Sanders)
3. Supergirl – 2:18 (Tuli Kupferberg)
4. Swinburne Stomp – 2:50 (Sanders, A.C. Swinburne)
5. I Couldn't Get High – 2:06 (Weaver)
6. How Sweet I Roamed – 2:11 (Blake, Sanders)
7. Carpe Diem – 5:07 (Kupferberg)
8. My Baby Done Left Me – 2:18 (Sanders)
9. Boobs a Lot – 2:12 (Steve Weber)
10. Nothing – 4:18 (Kupferberg)

The Fugs First Album (1966, ESP-Disk)
La lista delle tracce è la medesima ma la canzone My Baby Done Left Me fu rinominata I Feel Like Homemade Shit.
Tracce bonus versione CD 1993
1. We're the Fugs – 1:25 (Sanders)
2. Defeated – 3:25 (Kupferberg)
3. The Ten Commandments – 2:59 (Kupferberg)
4. CIA Man – 2:52 (Kupferberg)
5. In the Middle of Their First Recording Session the Fugs Sign the Worst Record Contract Since Leadbelly's – 2:49 (Petito, Sanders)
6. I Saw the Best Minds of My Generation Rot – 4:51 (Ginsberg, Sanders)
7. Spontaneous Salute to Andy Warhol (From Rehearsal at the Peace Eye Bookstore) – 1:23 (Sanders)

Tracce tratte da Night of Napalm - Live at the Bridge Theater, St. Marks Place - 1965
1. War Kills Babies – 1:41
2. The Fugs National Anthem – 1:16 (Kupferberg, Sanders)
3. The Fugs Spaghetti Death (No Redemption No Redemption) – A Glop of Spaghetti for Andy Warhol From the Tuli Tapes – 3:54 (Sanders)

Traccia tratta dai Tuli Tapes
1. The Rhapsody of Tuli – 8:35 (Kupferberg, Sanders)

## Formazione
- Ed Sanders: voce
- Tuli Kupferberg: percussioni, voce
- Ken Weaver: conga, batteria, voce
- Steve Weber: chitarra, voce
- Peter Stampfel: violino, armonica a bocca, voce
- John Anderson: basso, voce
- Vinny Leary: basso, chitarra, voce